# Comuna Rudnîkî, Manevîci
Rudnîkî (în ucraineană Рудники) este o comună în raionul Manevîci, regiunea Volînia, Ucraina, formată din satele Kalînivka, Mareanivka, Novoukraiinka, Ostrovkî și Rudnîkî (reședința).

## Demografie
Componența lingvistică a satului Rudnîkî
     Ucraineană (99,86%)
     Alte limbi (0,14%)
Conform recensământului din 2001, majoritatea populației satului Rudnîkî era vorbitoare de ucraineană (99,86%), existând în minoritate și vorbitori de alte limbi.